# Histórico escolar
Um histórico escolar pode ser toda a história escolar de um indivíduo, constando as instituições onde estudou desde as primeiras letras, as vivências que teve, o que foi estudado, os resultados em forma de notas ou conceitos, relação deste indivíduo com seus colegas e professores e as avaliações conferidas nos cursos realizados; não é somente um boletim de notário escolar do indivíduo referente a um  curso realizado. Geralmente, neste documento aparece a designação da instituição, dados sobre o curso e a identificação do estudante, a relação das disciplinas e conceitos ou notas obtidas, créditos e carga horária de cada componente estudado, o somatório total das notas ou créditos e carga horária, média de aprovação ou escore e observações complementares.
O histórico escolar constitui-se como documento demonstrativo de natureza quantitativa que sugere a natureza qualitativa do desempenho do(a) estudante durante seus estudos. Atualmente, históricos escolares são emitidos pelas instituições de ensino público ou privado e serve para confirmar a conclusão ou a situação do(a) estudante em determinado curso. 
No Brasil, os históricos escolares de ensino fundamental e ensino médio separam os componentes curriculares por Base Nacional Comum e Parte Diversificada, sendo que, no ensino médio, há uma subdivisão por áreas do conhecimento (Ciências Humanas, Ciências da Natureza, Matemática e Linguagens e Códigos). No ensino superior, a separação dos componentes curriculares costuma ocorrer por períodos (semestres) e o histórico desta etapa de escolaridade contém informações personalizadas, como data de realização do exame vestibular, colação de grau etc.